# NGC 2384
NGC 2384 је расејано звездано јато у сазвежђу Велики пас које се налази на NGC листи објеката дубоког неба.
Деклинација објекта је - 21° 1' 18" а ректасцензија 7h 25m 10,0s. Привидна величина (магнитуда) објекта NGC 2384 износи 7,4. NGC 2384 је још познат и под ознакама OCL 618, ESO 559-SC9, near N 2383.